# Pétreuse
La Pétreuse est un ruisseau de Belgique, affluent de la Berwinne. 
Elle parcourt environ deux kilomètres avant de se jeter dans la Berwinne.